# Un’estate italiana
Un’estate italiana („Ein italienischer Sommer“), nach dem Beginn des Refrains auch bekannt als Notti magiche („Magische Nächte“), ist ein Lied der italienischen Musiker Edoardo Bennato und Gianna Nannini aus dem Jahr 1989. Der Song wurde von Giorgio Moroder komponiert und als offizielle Hymne zur FIFA-Fußball-Weltmeisterschaft 1990 in Italien bekannt.

## Entstehung
Die FIFA beauftragte Moroder, ein Lied für die Fußball-Weltmeisterschaft 1990 zu komponieren. Die ursprüngliche Fassung trug den Titel To Be Number One (Summer 1990) und hatte einen englischen Text von Tom Whitlock; diese Version wurde unter der Interpretenangabe Giorgio Moroder Project veröffentlicht und von der RAI als Titelmelodie ihrer Ausstrahlung der WM verwendet. Moroder trat daraufhin an Gianna Nannini und Edoardo Bennato heran, um das Lied auf Italienisch aufzunehmen.
Gianna Nannini war zunächst gegen die Aufnahme, da das Lied nicht ihrer Musik entsprach und ihr zu kommerziell war. Doch ihrem Vater zuliebe, der großer Fußballfan war, ließ sie sich überreden. Mit Bennato schrieb sie für das Lied einen neuen Text und veröffentlichte Ende 1989 Un’estate italiana.

## Un’estate italianaund die WM 1990

Logo der FIFA-WM 1990

1990 fand in Italien die 14. Fußballweltmeisterschaft statt. Am 9. Dezember 1989 erfolgte die Auslosung der Gruppenspiele in Rom. Etwa eine halbe Milliarde Zuschauer aus der ganzen Welt schauten am Fernseher zu, als Nannini und Bennato erstmals Un’estate Italiana vortrugen.
Bei der Eröffnungsfeier im Giuseppe-Meazza-Stadion in Mailand sangen Nannini und Bennato Un’estate italiana ebenfalls; eine Milliarde Zuschauer sahen zu. Das Stück wird auch heute noch gespielt, wenn an die großen Momente der WM 1990 erinnert wird.

## Chartplatzierungen
Im Sommer 1990 wurde Un’estate italiana ein internationaler Tophit. In Italien blieb der Song zehn Wochen auf Platz eins der Charts, auch in der Schweiz war er ein Nummer-eins-Hit. In den deutschen Charts schaffte es Un’estate italiana bis auf Platz zwei. Auch die englische Version schaffte es in Italien bis auf Platz zwei der Charts.
| ChartsChartplatzierungen | Höchstplatzierung | Wochen |
| ------------------------ | ----------------- | ------ |
| Deutschland (GfK)        | 2 (18 Wo.)        | 18     |
| Italien (FIMI)           | 1 (47 Wo.)        | 47     |
| Österreich (Ö3)          | 11 (21 Wo.)       | 21     |
| Schweiz (IFPI)           | 1 (35 Wo.)        | 35     |

| ChartsJahrescharts (1990) | Platzierung |
| ------------------------- | ----------- |
| Deutschland (GfK)         | 23          |
| Österreich (Ö3)           | 28          |
| Schweiz (IFPI)            | 1           |

## Auszeichnungen für Musikverkäufe
| Land/Region        | Auszeichnungen für Musikverkäufe (Land/Region, Auszeichnung, Verkäufe) | Verkäufe |
| ------------------ | ---------------------------------------------------------------------- | -------- |
| Deutschland (BVMI) | Gold                                                                   | 250.000  |
| Italien (FIMI)     | Platin                                                                 | 100.000  |
| Schweden (IFPI)    | Gold                                                                   | 25.000   |
| Insgesamt          | 2× Gold · 1× Platin ·                                                  | 375.000  |

## Weitere Verwendung
Das Lied war später im Rahmen der Siegerehrungen nach dem Endspiel der Fußball-Weltmeisterschaft 2006 im Berliner Olympiastadion sowie der Fußball-Europameisterschaft 2021 im Londoner Wembley-Stadion zu hören, als Italien die jeweiligen Turniere gewann.